# Spoliazione legale
La spoliazione legale (o saccheggio legale) è un concetto nel pensiero libertario che descrive l'atto di usare la legge per ridistribuire la ricchezza. Questo fu coniato da Frédéric Bastiat, più famoso nel suo libro La legge, scritta nel 1850.
I libertari hanno descritto molte azioni dei governi come "saccheggio legale", tra cui si possono distinguere la fiscalità, il protezionismo e l'espropriazione.

## Nel pensiero di Frédéric Bastiat
Frédéric Bastiat sostenne che la legge dovrebbe servire solo ad attuare i diritti naturali preesistenti, come la personalità, la libertà e la proprietà. Secondo Bastiat, il saccheggio legale è quando la legge «prende da alcune persone ciò che appartiene a loro, per dare ad altri ciò che non appartiene a loro». 

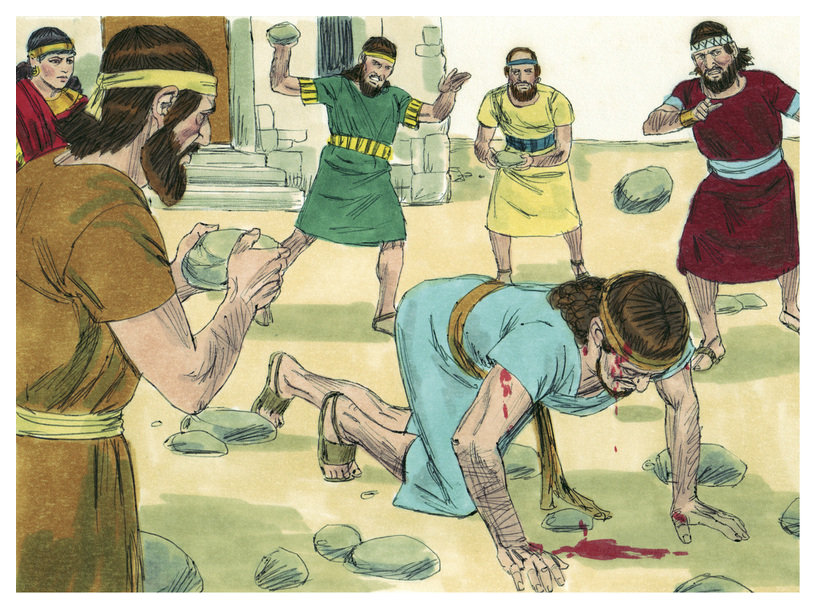
Nabot fu lapidato in modo che il re potesse prendere la sua vigna come orto.

Bastiat ha fornito molti esempi di ciò che considerava un saccheggio legale:
(Bastiat, La legge)